# Партигул, Леонид Муневич
Леонид Муневич Партигул (13 ноября 1946 — 2 декабря 2003) — советский и российский кинорежиссёр.

## Биография
Родился 13 ноября 1946 года. В 1975 году начал свою карьеру кинорежиссёра на Свердловской киностудии, сняв рекламный ролик «Надёжно, выгодно, удобно» о целесообразности хранения денег в облигациях Государственного трёхпроцентного займа 1966 года. В том же году снял научно-популярный фильм «Этот загадочный зелёный мир» об исследованиях в области ботаники, взаимосвязях в биосфере и экологии. В дальнейшем в 1970-80-х годах снимал преимущественно учебные, документальные и научно-популярные фильмы. Самым заметным документальным фильмом Л. Партигула стал фильм «Бердяев», посвящённый жизни и творчеству философа Н. А. Бердяева, в котором главную роль рассказчика исполнил священник А. В. Мень.
В 1988 году снял научно-фантастический короткометражный художественный фильм «Лист Мёбиуса», который неоднократно демонстрировался по Центральному телевидению СССР. Фильм по рассказу А. Дейча снимался в Московском метрополитене и повествует о пропавшем поезде, попавшем в четвёртое измерение.
В 1990 году вышел, снятый на Мосфильме, короткометражный художественный фильм Л. Партигула «Плохая квартира» о семье, которая живёт в квартире, простреливаемой из находящегося рядом тира. Главные роли в фильме исполнили А. Петренко, А. Болтнев и Н. Манор.
Однако главной и самой известной картиной Л. Партигула является криминальный боевик «Мафия бессмертна», снятый в 1993 году, главную роль в котором исполнил Дмитрий Певцов. Фильм стал одним из немногих художественных фильмов, снятых на Свердловской киностудии в начале 1990-х годов; следующие художественные фильмы на студии вышли лишь в середине 2000-х. Фильм «Мафия бессмертна» оказался настолько успешным, что его и спустя более 20 лет после съёмок чаще всего из всей продукции Свердловской киностудии закупают телеканалы.
О дальнейшей судьбе Л. Партигула известно мало. Так, имеются данные, что с 2002 года Л. М. Партигул являлся председателем Свердловского регионального отделения партии «Левша». Вёл с 2002 года собственный сайт на narod.ru, на котором преимущественно выкладывал песни 1960-80 годов и юмористические коллажи на российских политиков.
2 декабря 2003 года Леонид Партигул погиб в автокатастрофе.

## Фильмография

### Реклама
- 1975 — «Надёжно, выгодно, удобно» (реклама облигаций Государственного займа)
- 1989 — «Ведущий в отрасли» (реклама завода Уралмаш)

### Научно-популярные, учебные и документальные фильмы
- 1975 — Этот загадочный зелёный мир
- 1976 — Числом и мерою
- 1976 — Осторожно — сильнодействующие ядовитые вещества
- 1976 — Техника безопасности при проектно-изыскательских работах
- 1977 — Лечит ли алкоголь?
- 1978 — Экономия чёрных металлов
- 1979 — Уральский опыт повышения качества продукции
- 1980 — Жаркая зима в Усть-Илимске
- 1981 — Нормативы гражданской обороны
- 1982 — Организация торговли в Усть-Илимске
- 1982 — Север в сердце моём (киножурнал «Советский Урал» № 48, 1982)
- 1982 — Сельский культурный центр
- 1982 — Тюмень
- 1983 — Город в двух частях света
- 1983 — Обновляются посёлки Поволжья
- 1984 — Кто сказал, что земля умерла?
- 1984 — Пермская ГРЭС
- 1984 — Современный траурный обряд
- 1985 — Охрана природы на предприятиях энергомашиностроения
- 1986 — Профессия — лесозаготовитель
- 1987 — Безопасное обслуживание электрооборудования сельскохозяйственного производства
- 1987 — Техника безопасности в цехах производства корпусной мебели
- 1988 — Техника на службе безопасности движения поездов
- 1990 — Бердяев (совм. с В. Грибановым)

### Художественные фильмы
- 1988 — Лист Мёбиуса (короткометражный)
- 1990 — Плохая квартира (короткометражный)
- 1993 — Мафия бессмертна